# Coleochaetophyceae
Coleochaetophyceae, razred parožina. Postoji tridesetak priznatih vrsta unutar dva reda,

## Redovi
1. Chaetosphaeridiales Marin & Melkonian   8 vrsta
2. Coleochaetales Chadefaud   30 vrsta